# Kochosa confusa
Espèce
Kochosa confusa est une espèce d'araignées aranéomorphes de la famille des Lycosidae.

## Distribution
Cette espèce est endémique du Queensland en Australie. Elle se rencontre vers Isla Gorge, Brigalow, Taroom, le Mont Gavial et le parc national Expedition.

## Description
Le mâle holotype mesure 4,12 mm et la femelle paratype 4,72 mm, les mâles mesurent de 3,70 à 4,15 mm et les femelles de 4,03 à 5,00 mm.

## Systématique et taxinomie
Cette espèce a été décrite Framenau, Castanheira et Yoo en 2023.

## Publication originale
- Framenau, Castanheira & Yoo, 2023 : « The artoriine wolf spiders of Australia: the new genus Kochosa and a key to genera (Araneae: Lycosidae). » Zootaxa, no 5239(3), p. 301-357.